# Comuna Lozova, Hmilnîk
Lozova (în ucraineană Лозова) este o comună în raionul Hmilnîk, regiunea Vinnița, Ucraina, formată din satele Dumenkî, Huli, Lozova (reședința), Pedosî și Vuhlî.

## Demografie
Componența lingvistică a satului Lozova
     Ucraineană (98,59%)
     Rusă (1,27%)
     Alte limbi (0,07%)
Conform recensământului din 2001, majoritatea populației satului Lozova era vorbitoare de ucraineană (98,59%), existând în minoritate și vorbitori de rusă (1,27%).